# Siltzheim
Siltzheim é uma comuna francesa na região administrativa de Grande Leste, no departamento Baixo Reno. Estende-se por uma área de 6,97 km². Em 2010 a comuna tinha 642 habitantes (densidade: 92,1 hab./km²).